# Cannibal Diner
Cannibal Diner ist ein deutscher Horrorfilm aus dem Jahr 2012. Regie führte Frank W. Montag. Das Drehbuch schrieb Mario von Czapiewski. Die Weltpremiere fand am 25. Juni 2012 in Essen statt. Der deutsche Kinostart war am 18. Oktober 2012. In Österreich startete der Film am 30. November 2012.

## Handlung
Zu Beginn sieht man amateurhafte Kameraaufnahmen einer Gruppe junger Frauen, die in einem Waldgebiet zelten wollen, und dieses vorbereiten. Kurze Zeit später werden sie von Unbekannten angegriffen und die Kameraaufnahmen brechen ab.
Inzwischen macht sich eine junge Frau namens Kati mit dem Auto auf den Weg zu ebendiesen Freundinnen, um dort den Geburtstag ihrer kleinen Schwester Celine zu feiern. Sie verfährt sich und fragt eine umherstreunende Landstreicherin nach dem Weg. Dabei wird ihr aber ihr Auto gestohlen und die angetrunkenen Landstreicherin verschwindet. Sie ist alleine. So macht sie sich selbstständig auf die Suche nach dem richtigen Weg und gelangt zu einer Fabrik, vor der sie die Landstreicherin bereits gewarnt hat. Da sie glaubt ihr Handy zu hören, welches sie im Auto liegen gelassen hatte, betritt sie die Fabrik und macht sich auf die Suche.
Gleichzeitig sind ihre kleine Schwester Celine und ihre beste Freundin Tanja ebenfalls auf dem Weg zum Zeltplatz. Dort finden sie außer zurückgelassenen Zelten niemanden vor. Sie glauben, dass etwas passiert sei, und machen sich im Wald auf die Suche nach ihren Freundinnen. Dort werden sie von einem Unbekannten überfallen und getötet.
In der Fabrik hat Kati inzwischen Bekanntschaft mit den dort hausenden Menschen gemacht, bei denen es sich offensichtlich um Kannibalen handelt, und befindet sich auf der Flucht. In einem Aufzugsschacht wird sie letztendlich überwältigt. Sie erwacht in einer provisorischen Küche, wo sie eine ihrer Freundinnen wiedertrifft, die auf einer Anrichte getötet wird. Durch eine Unachtsamkeit eines Kannibalen wird die Küche in Brand gesteckt, was Kati für einen Fluchtversuch nutzt. Als sie aus der Küche rennt, wird sie von einem Kannibalen überwältigt, der sie versucht zu vergewaltigen. Mit einem Metallrohr tötet sie ihn. Sie entwendet ihm seine Taschenlampe und flüchtet weiter durch die Fabrik. In einem Gang wird sie von einem weiteren Kannibalen angegriffen, welchen sie mit gezielten Schlägen auf den Kopf töten kann. Die Taschenlampe geht dabei zu Bruch. Folgend tastet sich Kati blind durch die Dunkelheit und landet in einem Duschraum, wo sie von einem Kannibalen mit der Kamera, die er von ihren Freundinnen erbeutet hatte, gefilmt wird. Um den Kannibalen näher zu locken, beginnt sie zu strippen. Als dieser sich entsprechend genähert hat, schlägt sie ihn nieder und entwendet ihm die Kamera. Sie nutzt diese, um mit der Nachtsicht besser durch die dunklen Kellergänge flüchten zu können. Auf ihrer Flucht gelangt sie in einen Raum mit einem Kellerfenster. Als sie darauf zuläuft, entdeckt sie ein zombieartiges Wesen in der Dunkelheit. Als die Kamera beginnt wegen schwacher Akkuleistung zu piepen, greift es sie an. Die Kamera schaltet sich schlussendlich selbst aus.

## Hintergrund
- Frank W. Montag führte auch bei Slasher Regie.

- Der Film wurde auf einigen internationalen Filmfestivals gezeigt, unter anderem auf dem Horrorquest Film Festival und dem Killer Film Festival in den USA, sowie auf dem Fright Nights Film Festival in Österreich.[2]

- Im Soundtrack des Films findet sich unter anderen der amerikanische Rockmusiker Demon Boy.[3]

## Kritiken
- Die Cinema urteilt: „Dass Indie-Regisseur Frank W. Montag (‚Slasher‘) in seinem ansehnlich gefilmten Zweitwerk auf Atmosphäre setzt, ist löblich. Leider wird diese (sogar im packenden Nachtsichtgerät-Finale) immer wieder von Schwarzblenden unterbrochen. Und auf Dauer werden selbst verängstigt herumirrende Grazien langweilig. Fazit: Handwerklich solider, aber zu eintöniger Schocker made in Germany.“[4]

- Gamona.de berichtet: „Das Rad wird mit diesem Film sicherlich nicht erfunden, Genre-Fans, die auch gerne mal einheimische Hinterwäldler-Killer erleben wollen, werden hier aber ganz gut bedient.“[5]

- Leinwandreporter.com resümiert: „Speziell im wortkargen zweiten Teil, wo die Macher die Dialogschwächen außen vor lassen konnten, punktet der Film beim Zuschauer. Ein netter Abschlussgag sorgt dafür, dass ein großer Teil der Horrorfans nach knackigen 75 Minuten ein positives Gesamtfazit ziehen wird.“[6]

- Spielfilm.de meint: „Der Backwood-Slasher ‚Cannibal Diner‘ bietet neben einer gelungenen, stimmungsvollen Bildsprache lediglich altbekannte Genre-Muster, eine vorhersehbare Handlung und talentfreie Darstellerinnen. Der Film ist daher nur für hartgesottene Fans des Genres geeignet.“[7]

- Das Horrorquest Film Festival bemerkt: „Cannibal Diner is a really enjoyable horror flick. While it is not overly original, it fits nicely alongside such films as, "The Hills Have Eyes" or "Wrong Turn". The films knows what it is and delivers on what many horror hounds want, Blood and Boobs! - Winner: Best foreign feature.“[8]